# Силва, Марино да
Марино да Силва (порт. Marino da Silva; 21 октября 1937, Сан-Леополду, Риу-Гранди-ду-Сул — 2001) — бразильский футболист, нападающий. Выступал за сборную Бразилии, за которую провёл 6 матчей, дебютировав 6 марта 1960 года в матче с со сборной Мексики на Панамериканских играх, последний матч он провёл там же, в игре с Аргентиной, где бразильцы проиграли извечному сопернику со счетом 0:1. Марино был пять раз чемпионом штата Риу-Гранди-ду-Сул с Гремио.

## Достижения
- Чемпион штата Риу-Гранди-ду-Сул (5): 1960, 1962, 1963, 1964, 1965